# Bombardement op Eindhovense gashouder

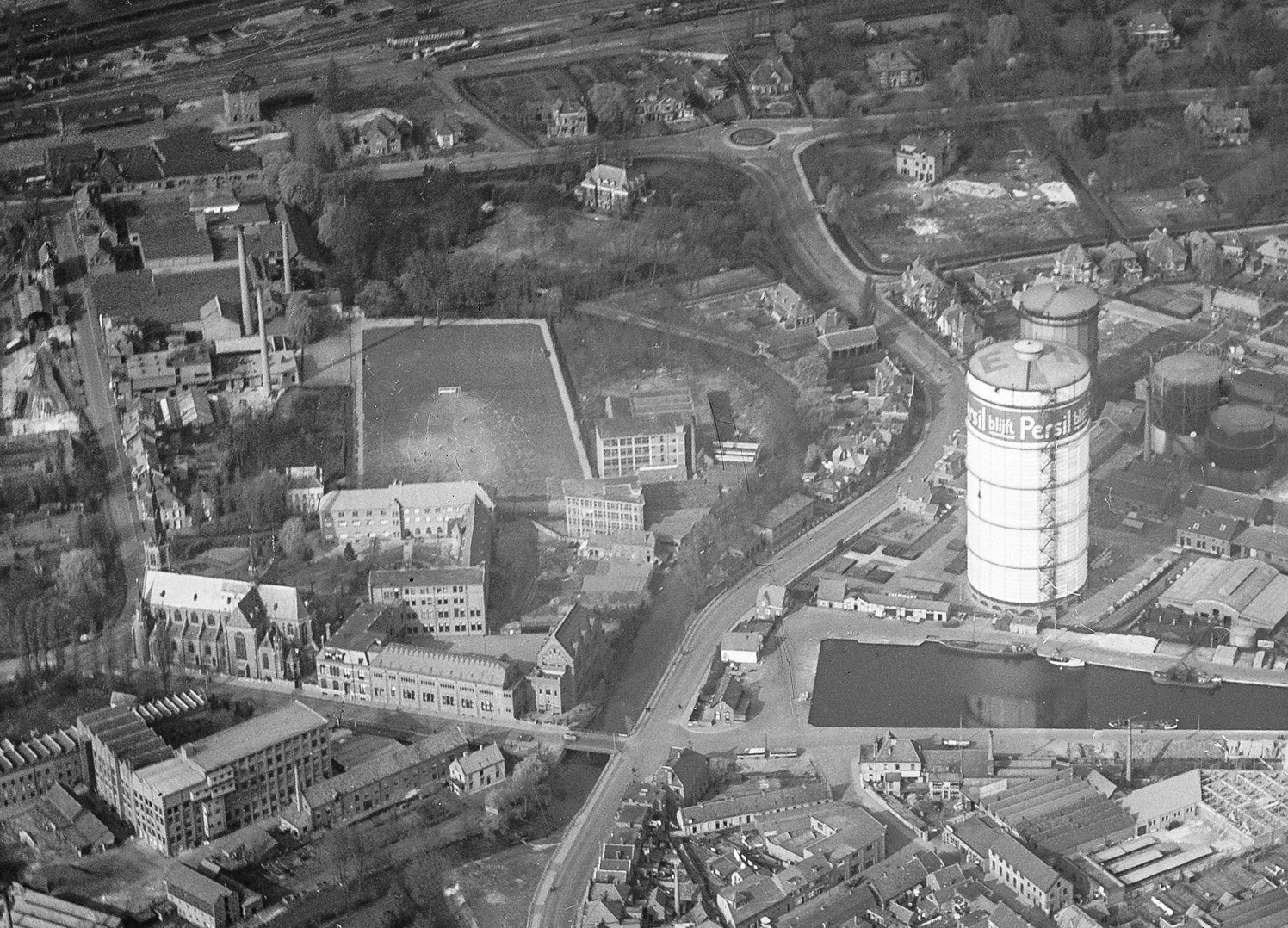
De gashouder aan het havenhoofd; links de Paterskerk, gelegen aan de Tramstraat. Noord is boven; de weg die in het midden van de foto van onder naar boven loopt is de Nachtegaallaan.

Het bombardement op de gashouder van Tongelre (gemeente Eindhoven) vond plaats tijdens de Tweede Wereldoorlog, in de avond van 3 maart 1941.
Deze gashouder, bekend onder de naam Goliath, stond aan het havenhoofd op het terrein van de Eindhovense gasfabriek (later bekend als het NRE-terrein). Het was destijds de grootste in Nederland, gebouwd in 1930-1931, 84 m hoog, en ten tijde van het bombardement gevuld met 60000 m3 mijngas. 
Volgens een rapport van de Eindhovensche Luchtbeschermings-Organisatie werd om ongeveer 23u een vliegtuig met een noordwestelijke koers waargenomen, gevolgd door een lichtschijnsel. Er werden meerdere lichte bominslagen gehoord. Acht minuten later werd luchtalarm gegeven. Nadat duidelijk werd dat de gashouder in brand stond, moesten omwonenden hun huizen verlaten. Zowel onderaan de gashouder als (even later) op de bovenkant werd brand gezien. Enkele kleine brandjes in opslagplaatsen werden snel geblust. De stadsbrandweer en ook groot materieel van de Duitse Wehrmacht bestreden de branden. In opdracht van directeur ir. C.J. Oosterhoff liet men het gas uit de houder ontsnappen, dit om te voorkomen dat de gashouder zou ontploffen. Om half een begon de hele gasvoorraad met loeiend geluid te ontbranden; in zeer korte tijd was de hele houder uitgebrand.
De bommen, staafbrandbommen en brisantbommen, waren afgeworpen door een Engels vliegtuig. 
Behalve de gashouder werd ook het woonhuis op Tramstraat 60 getroffen; verder werden nog enkele straten opgewoeld door bommen.
Er vielen twee gewonden.

## Gevelsteen Tramstraat 60

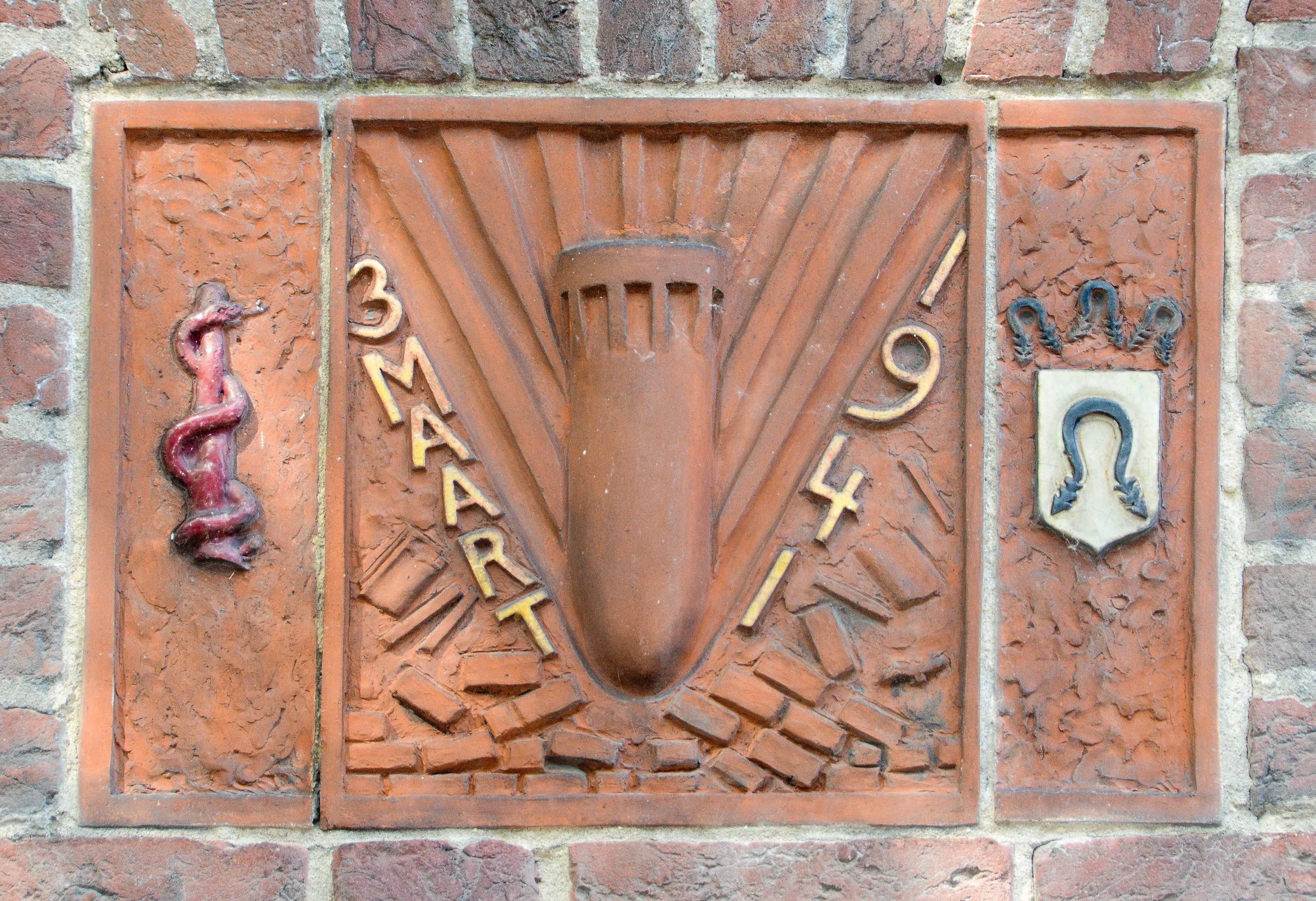
Reliëf op de gevel van het pand Tramstraat 60 te Eindhoven ter herinnering aan het bombardement van 3 maart 1941.

In het huis op Tramstraat 60 woonde de chirurg/vrouwenarts Maximiliaan Petrus van de Loo (1884-1960) met zijn gezin. Bij de herbouw van het pand na het bombardement is een gevelsteen aangebracht. Op de gevelsteen is een bom afgebeeld met de tekst 3 maart 1941, met links een esculaap die staat voor het beroep van arts, en rechts het familiewapen van de familie Van de Loo: een wit schild met een muurkram.